# Panzano
Panzano es una localidad de la comarca Hoya de Huesca que pertenece al municipio de Casbas de Huesca en la provincia de Huesca (España). Está situada al pie de la sierra de Guara y de los ríos Formiga y Calcón, a 29 km al noreste de Huesca, y tiene acceso desde Huesca por la carretera A-1228.

## Topónimo
El topónimo deriva del nombre romano de persona Pansa, y por tanto significaría ‘lugar de Pansa’.

## Historia
En el año 1097 Pedro, obispo de Huesca, dio al monasterio de San Ponce de Tomeras las iglesias de Labatella, Morrano y Panzano. En febrero del año 1135 el rey Ramiro II de Aragón dio la villa de Panzano a Gil de Lascellas. El día 9 de septiembre de 1293 el rey Jaime II de Aragón dio la Honor de Sotero Raro, Fabana y Panzano a Artal de Azlor para que tuviese un caballo armado. En el año 1295 estaba integrado en la Honor de Fabana, siendo de realengo. El día 29 de mayo de 1343 el rey Pedro IV de Aragón ordenó al heredero del fallecido Artal de Azlor que prestase el servicio por feudos por la Honor de Sotero Raro, Fabana y Panzano. En el año 1495 contaba con 13 fuegos. En el siglo XVI era de la familia Azlor.
En el año 1834 tenía ayuntamiento propio, con la casa de Fabana y el Monte de Guara. En el año 1845 se le unen Santa Cilia de Panzano y Bastarás; la cárcel y la escuela de instrucción primaria se hallaban en la casa consistorial, cuyo edificio estaba bastante deteriorado. En 1970-80 se incorpora al municipio de Casbas de Huesca.

## Demografía
| Gráfica de evolución demográfica de Panzano entre 1842 y 1970 |
| |
| Población de derecho según los censos de población del INE Población de hecho según los censos de población del INEEntre el censo de 1857 y el anterior, crece el término del municipio porque incorpora a Bastaras Entre el censo de 1981 y el anterior, este municipio desaparece porque se integra en el municipio Casbas de Huesca |

## Monumentos
- Iglesia parroquial dedicada a San Pedro Apóstol, de estilo románico.
- Ermita de la Virgen de Arraro.
- Ermita de San Cosme y San Damián.
- Ruinas cristianas de la reconquista «Castillo de Marmañana».